# سبک تروبادور

پیر-آنری رووا، رنه دانژو و پالامد دوفوربن، حدود ۱۸۲۷، یک صحنه حکایتی معمولی بی‌اهمیت، در این مورد به سفارش یکی از نوادگان فوربن نگاشته شد.

سبک تروبادور (فرانسوی: Style troubadour‎) اصطلاحی است برای توصیف گرایشی در نقاشی تاریخی که در اوایل قرن نوزدهم، به ویژه در فرانسه، رایج بود. در این گرایش، صحنه‌هایی از قرون وسطی یا رنسانس به شیوه‌ای به تصویر کشیده می‌شدند که بعدها با درام‌های تاریخی هالیوودی مرتبط شد. ویژگی این آثار، لباس‌های رنگارنگ، ماجراجویی‌های عاشقانه، عملیات شوالیه‌ای و حکایات احساسی در خط مقدم بود.
فلوری فرانسوا ریشار، ژان-اگوست-دومینیک انگْر، پل دِلاروش، و پیِر رِووآ نقاشان برجسته‌ای هستند که این مُد هنری را مصور کرده‌اند. به‌طور معمول، آثار تصویری موسوم به «تروبادور» نمایشگر درام‌های پرشور یا داستان‌های عبرت‌آموز و قهرمانانه هستند. شخصیت‌های قرون وسطایی نمونه‌وار چون شوالیه‌ها یا بانوان همراه با خدمتکارانشان به این روایت‌های قوی اضافه شده‌اند. به کوتاهی می‌توان گفت که نقاشی تروبادور در مرز میان نقاشی ژانر - به دلیل علاقه نشان داده شده به یک حکایت - و نقاشی بزرگ تاریخی قرار دارد، از این نظر که به گذشته ملی و فضل‌فروشی علاقه‌مند است.

## پیشینه
بازکشف تمدن قرون وسطی: یکی از چشمگیرترین کنجکاوی‌های فکری فرانسوی‌ها در اواخر قرن هجدهم و اوایل قرن نوزدهم بود. بحث خاستگاه و بنیان ملت فرانسه، که توسط مورخانی همچون ژول میشله یا آگوستین تیری آغاز شده بود، فراگیر می‌شد. در این بستر، قرون وسطی اهمیت تازه‌ای یافت، به‌ویژه در هنر و ادبیات. این «ژانر حکایت گونه» که در حوزه نقاشی این‌گونه نامیده می‌شود، در حدود ۱۸۸۰ نام «سبک تروبادور» را به خود گرفت. با این حال، در فاصله سال‌های ۱۸۲۰ تا ۱۸۳۰ بود که این سبک به راستی مُد روز شد.
سبک تروبادور که کاملاً آمیخته با رمانتیسیسم قرن نوزدهم بود، به این دلیل چنین نامیده شد که هدف اولیه آن بازسازی حال و هوای قرون وسطایی در حوزه‌های مختلف همچون معماری، نقاشی و ادبیات بود. اصطلاح «تروبادور» در قرن دوازدهم و سیزدهم به شاعری اطلاق می‌شد که در فرانسه از قصری به قصر دیگر سفر می‌کرد و تصنیف می‌سرود. در حدود سال ۱۸۸۱، این اصطلاح برای توصیف، اما بالاتر از همه برای نقد، نقاشی‌های قرن نوزدهمی به کار گرفته می‌شد که قرون وسطی را به گونه‌ای تصویر می‌کردند که از حقیقت تاریخی فاصله گرفته و به فضای قصه‌های پریان نزدیک‌تر شده بود. به‌طور کلی‌تر، این اصطلاح نقاشی تاریخی را تعریف می‌کند که به گذشته‌ای غربی، اما غیر-کلاسیک اشاره دارد.
اگرچه جست‌وجو برای ریشه‌های ملت فرانسه منجر به علاقه‌ای دوباره نسبت به قرون وسطی شد، موزه آثار تاریخی فرانسه (Musée des Monuments Français) که در سال ۱۷۹۵ توسط الکساندر لنوار تأسیس شد نیز نقش مهمی در ظهور این «مُد» قرون وسطایی ایفا کرد. در واقعیت، چشم‌اندازی که این موزه از مجسمه‌سازی قرون وسطایی ارائه می‌کرد، عموم را با اولین درس خود در تاریخ روبه‌رو می‌ساخت.